# Lumberton (Karolina Północna)
Lumberton – miasto w Stanach Zjednoczonych, w stanie Karolina Północna, siedziba administracyjna hrabstwa Robeson. Według spisu w 2020 roku liczy 19 tys. mieszkańców. Leży 50 km na południe od Fayetteville.